# Stia
Stia település Olaszországban, Toszkána régióban, Arezzo megyében. Lakosainak száma 2990 fő (2008). Stia Londa, Pratovecchio, San Godenzo és Santa Sofia községekkel határos.

## Népesség
A település lakossága az elmúlt években az alábbi módon változott:

| 2008 | 2 990 |